# 宣鐵吾

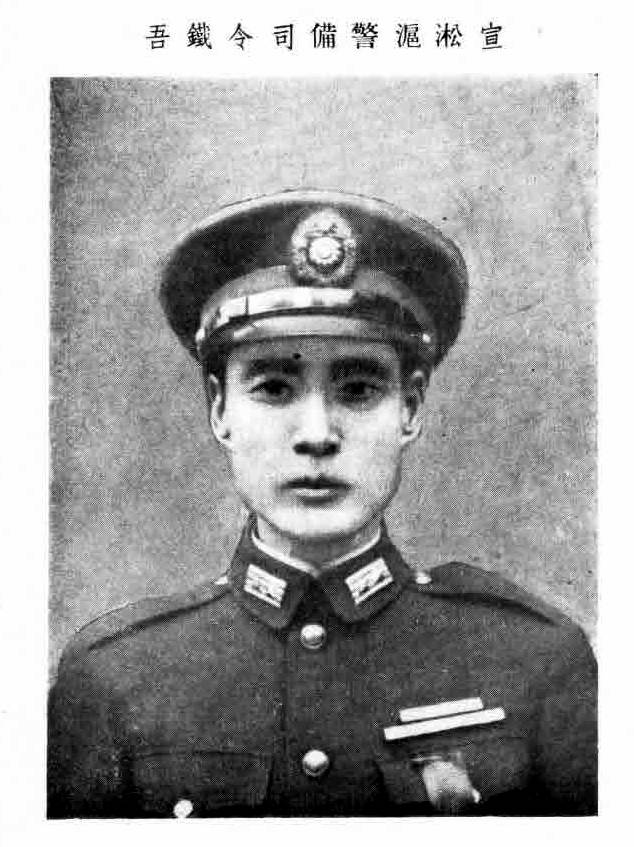
宣鐵吾

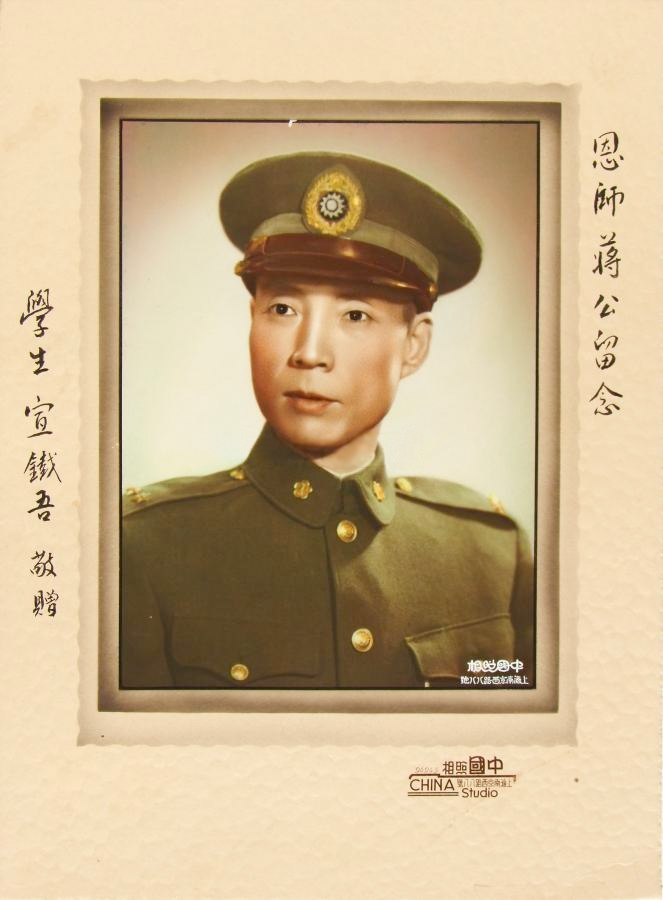
宣鐵吾題贈蔣介石的照片

宣铁吾（1896年—1964年2月6日），字惕我，蔣介石曾賜名蒋石如，浙江诸暨舞凤乡杜家坞村人。中华民国政治、军事人物，中华民国国军陆军中将。

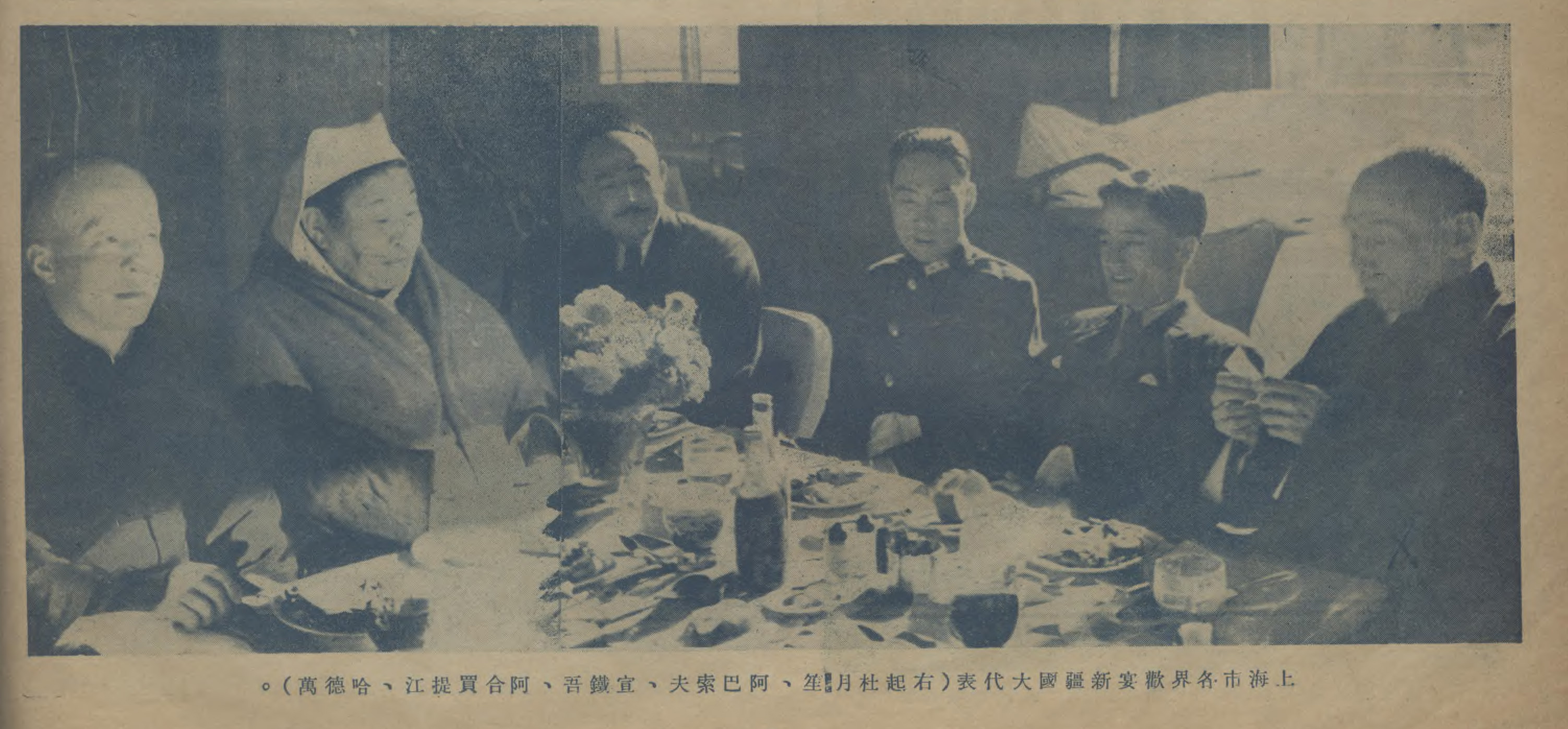
上海市各界歡宴新疆國大代表(右起杜月笙、阿巴索夫、宣鐵吾、阿合買提江、哈德萬)

## 生平
宣铁吾生于一个贫困家庭，幼年丧母，父亲是裁缝。8岁时，宣铁吾入私塾念书，三年后因家贫而辍学。此后他曾先后在绍兴、杭州当印刷廠的排字工人。1921年7月，中国共产党成立后，宣铁吾和宣中华、陈兆龙等来往密切，加入中国社会主义青年团。1923年加入中国共产党，前往廣州，成為孫文的廣東大元帥府衛兵。
由於其父親與蔣介石為好友，1924年1月，蔣介石透過國民黨浙江省黨部主任沈玄庐，讓宣鐵吾加入國民黨。4月宣铁吾考入黄埔军校第一期，编入学生第三队。后来他加入孙文主义学会，受蒋介石宠信。毕业后，宣铁吾在黄埔军校教导团和国民革命军中历任排长、连长、营长、团长，并曾参加东征和北伐。1927年秋，宣铁吾到青岛土地局任第四科科长。1928年1月，蒋介石在杭州举办军官训练班，收训黄埔军校第六、七期学生，宣铁吾担任第三大队大队长。1928年冬，宣铁吾任中央军校办公厅上校科长、国民政府警卫团团长。
1932年，一·二八事变爆发时，时任八十八师参谋长的宣铁吾参加了对日军的作战。此后他任蒋介石侍从参谋、少将侍卫长等职。3月，宣铁吾、康泽、邓文仪等发起组织复兴社，宣铁吾任复兴社中央干事会干事。
1935年起，历任浙江保安处处长兼杭州戒严司令、钱塘江南岸守备司令部指挥官、浙江防守司令、金华兰溪警备司令（金兰警备司令）、浙江省保安司令、绍兴戒严保安司令、浙江抗敌自卫团副总司令等。1938年，改为陆军预备第十师师长。1939年2月，宣铁吾任第九十一军军长，三民主义青年团浙江支团筹备处主任。1943年8月，宣铁吾任财政部缉私署署长。
1945年8月抗日战争结束，陸軍大學将官班甲级第二期毕业，任中央训练团上海分团主任，後任上海市警察局局长，遇荣德生被绑案。1946年7月，宣铁吾兼任淞沪警备司令。在任期间，他积极配合蒋经国在上海的打虎运动，并多次镇压上海的学生运动和工人运动，釀成了申九惨案等。
1948年9月授予中将軍銜，11月30日，调任衢州绥靖公署副主任，但他並未就职。1949年2月，任浙江省政府委员，1949年任京沪杭警备总司令部副总司令。同年，他移居香港。
1960年，宣铁吾应蒋经国、陈诚的邀请到台湾，任台北南山工業職業學校常务董事。1964年2月6日在台北市病逝。